# Арда (річка)
41°39′39″ пн. ш. 26°29′42″ сх. д. / 41.66083° пн. ш. 26.49500° сх. д.
А́рда (грец. Άρδας, болг. Арда) — річка на півдні Болгарії і північному сході Греції. Права притока річки Мариця.
Річка бере початок в Родопських горах поруч з містом Смолян. Довжина — 278 км, площа водозбірного басейну — 5,79 тис. км². Найбільший стік у лютому та березні.
На річці розташовано кілька водосховищ і ГЕС — Кирджалі, Студен Кладенец, Івайловград.
У нижній течії судноплавна.
Міста на річці: Рудозем, Кирджалі, Маджарово.

## Галерея

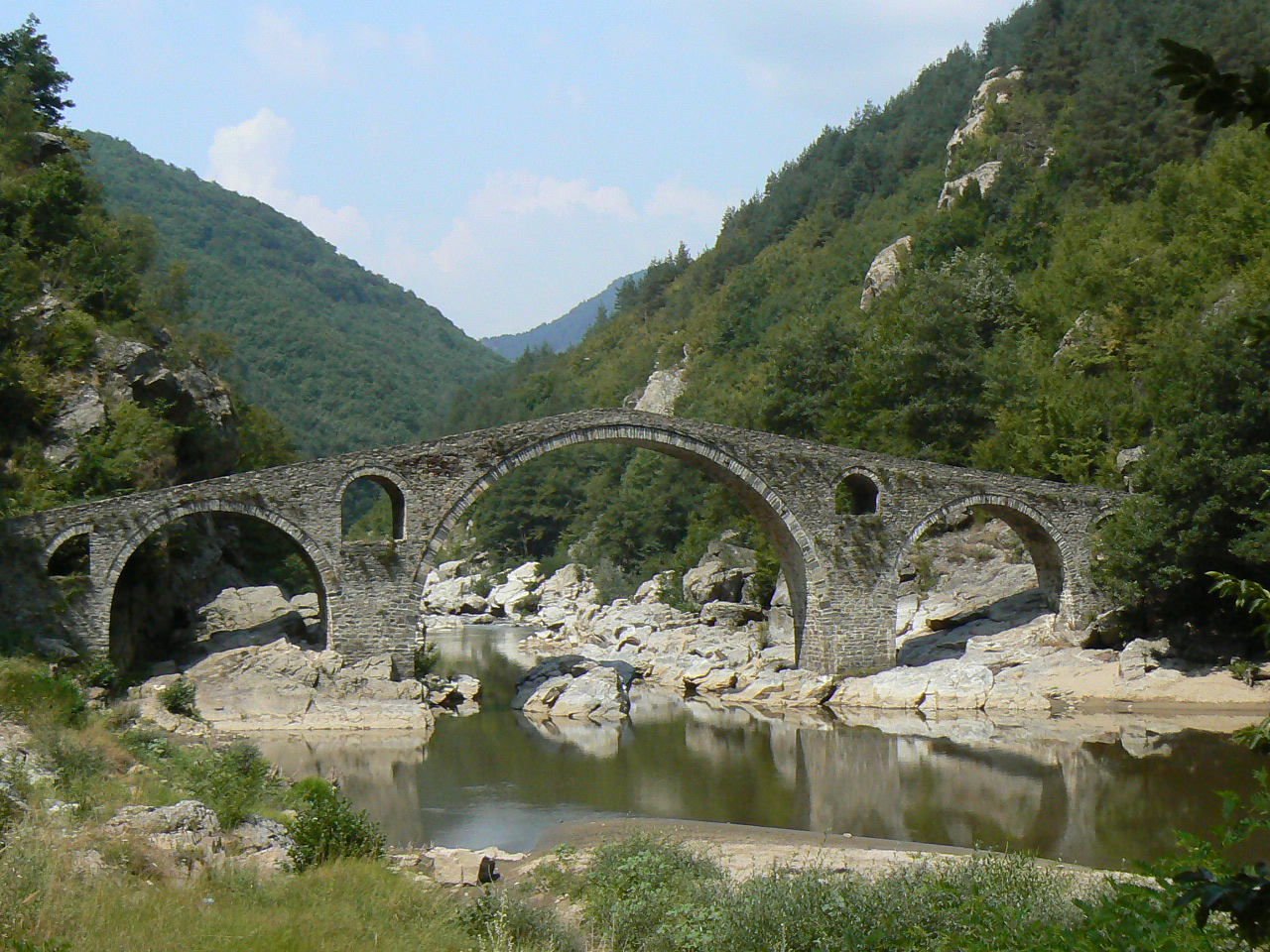
Диявольський міст
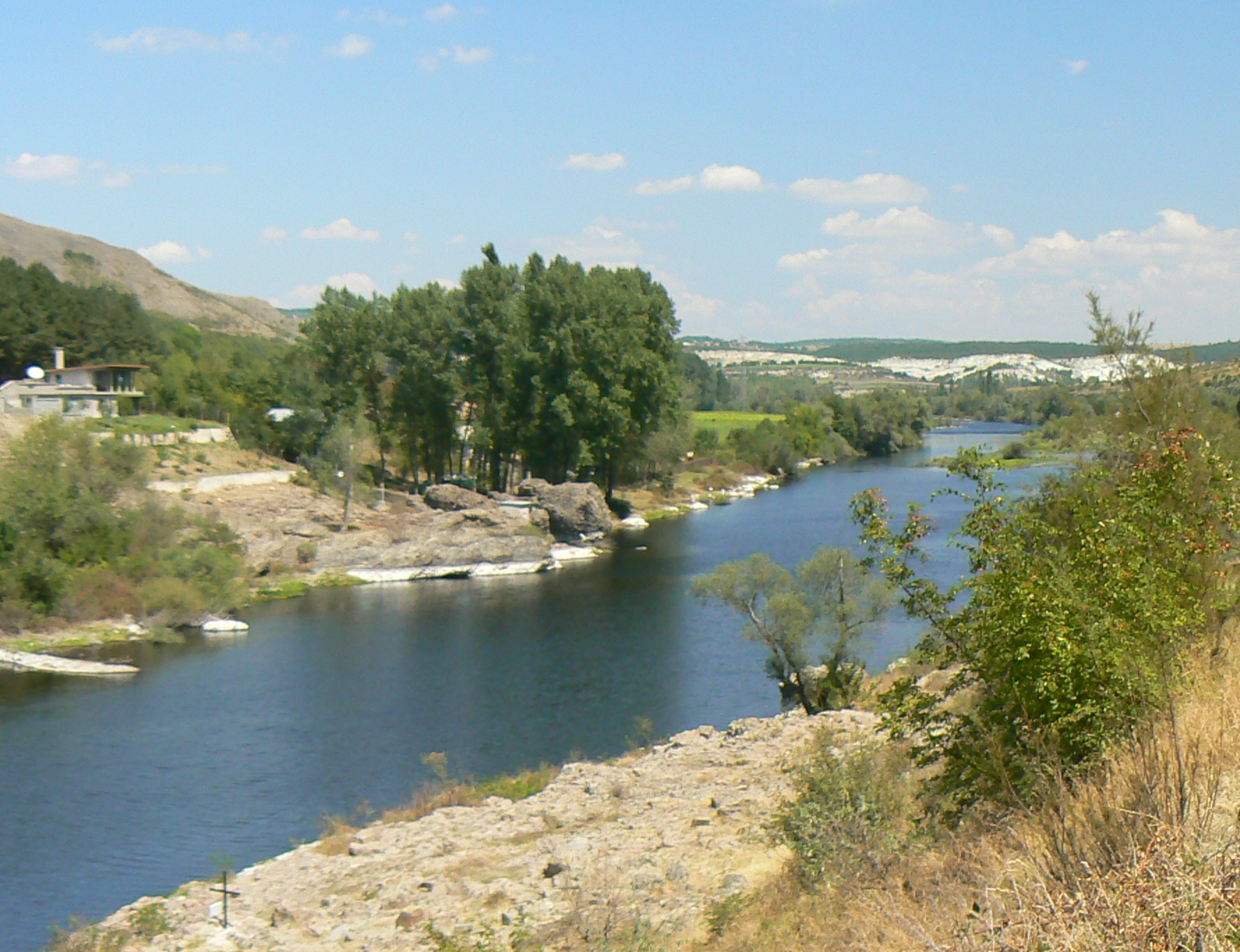
Гирло річки перед дамбою «Студія кладенец»
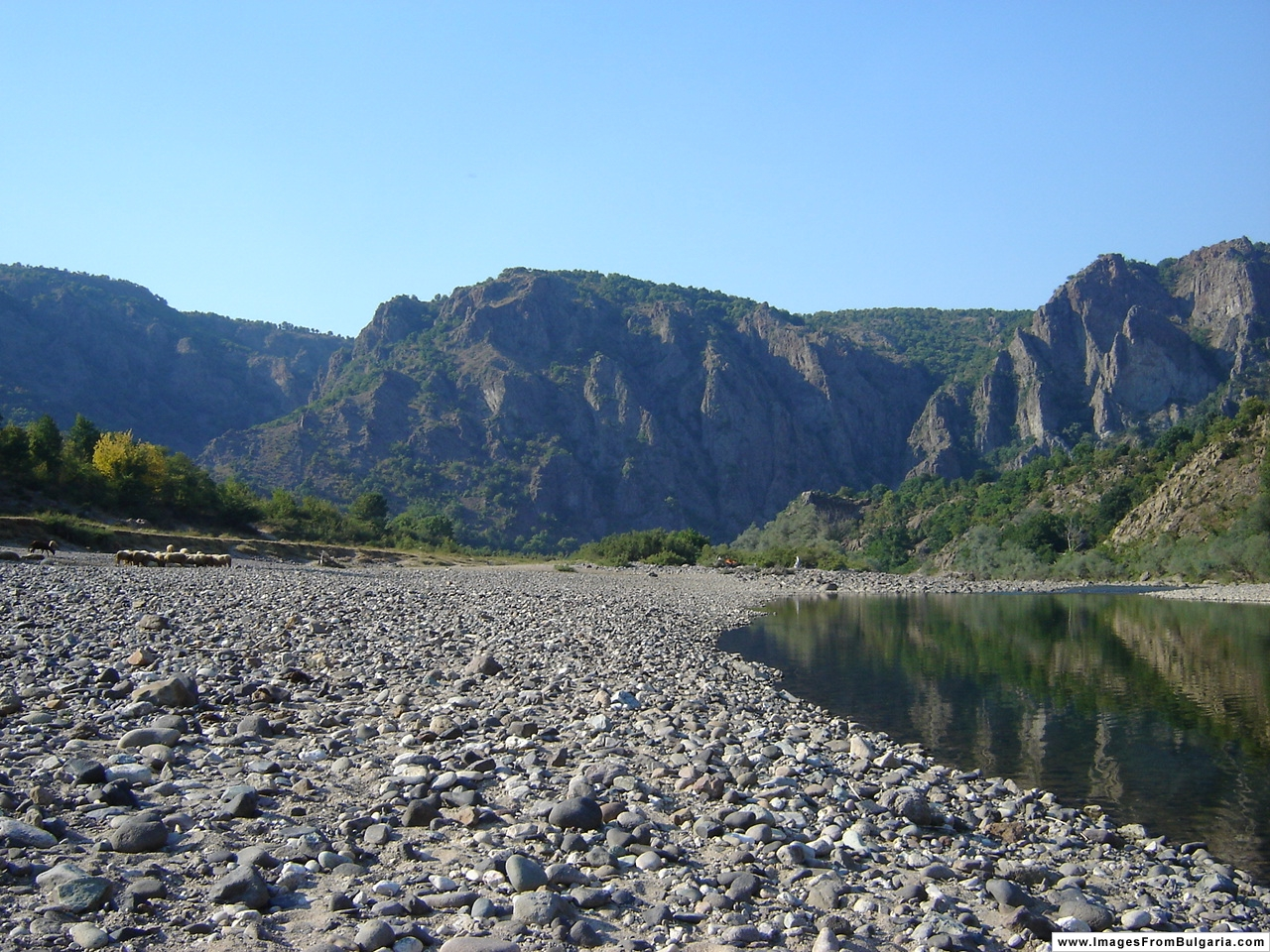
Річка поруч з містом Маджарово
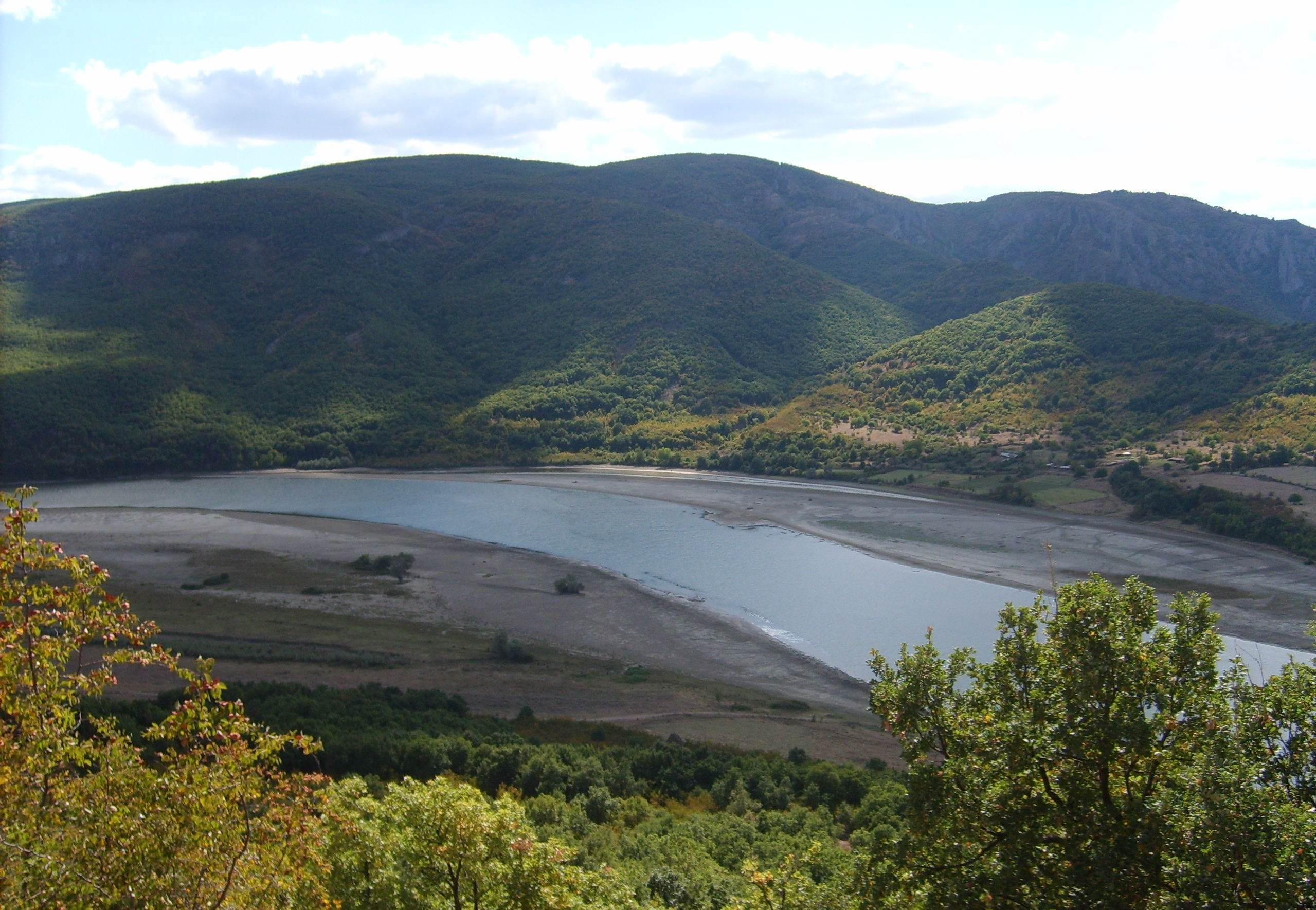
В Хасковській області

| Греція | Це незавершена стаття з географії Греції. Ви можете допомогти проєкту, виправивши або дописавши її. |

| Болгарія | Це незавершена стаття з географії Болгарії. Ви можете допомогти проєкту, виправивши або дописавши її. |